# Brad Thiessen
Brad Thiessen, född 19 mars 1986, är en kanadensisk före detta professionell ishockeymålvakt som bland annat spelade för NHL-klubben Calgary Flames och dess samarbetspartner Adirondack Flames i American Hockey League (AHL). Han har tidigare spelat för Pittsburgh Penguins i NHL och på lägre nivåer för Wilkes-Barre Scranton Penguins och Norfolk Admirals i AHL, HIFK Hockey i Liiga, Wheeling Nailers i ECHL och Northeastern Huskies (Northeastern University) i National Collegiate Athletic Association (NCAA).